# 八郷町
八郷町（やさとまち）は、茨城県の県南地域にあった町である。新治郡に属した。
日本有数のスカイスポーツエリアで、気象庁地磁気観測所の所在地としても知られていた。

## 地理
- 山:筑波山、加波山など、周囲を山に囲まれている（八郷盆地）。
- 河川:恋瀬川など

東京都心からはおよそ70km。

## 歴史
筑波山のすぐ麓に位置するため、町域には上代からの様々な史跡・歴史が残されている。
上代期の遺跡としては、佐自塚古墳や、崇神天皇の第一子、豊城入彦命の奥津城との伝承の残る丸山古墳などが町内に存在する。
寺院関連は、親鸞の通行路であったため、親鸞が弁円という山伏に殺害されそうになり逆に弟子にしてしまった逸話を持つ板敷山大覚寺や、同じく親鸞の弟子の乗然が開いた柿岡の如来寺などがある。弁円も乗然も親鸞の直弟子24人（二十四輩）に数えられている。また、山の斜面上に舞台があり、「関東の清水寺」として有名な西光院がある。
他にも、熱烈な勤皇歌人として獄死した佐久良東雄の生家や、八田知家の八男である八田時知の築いた柿岡城の跡などがある。

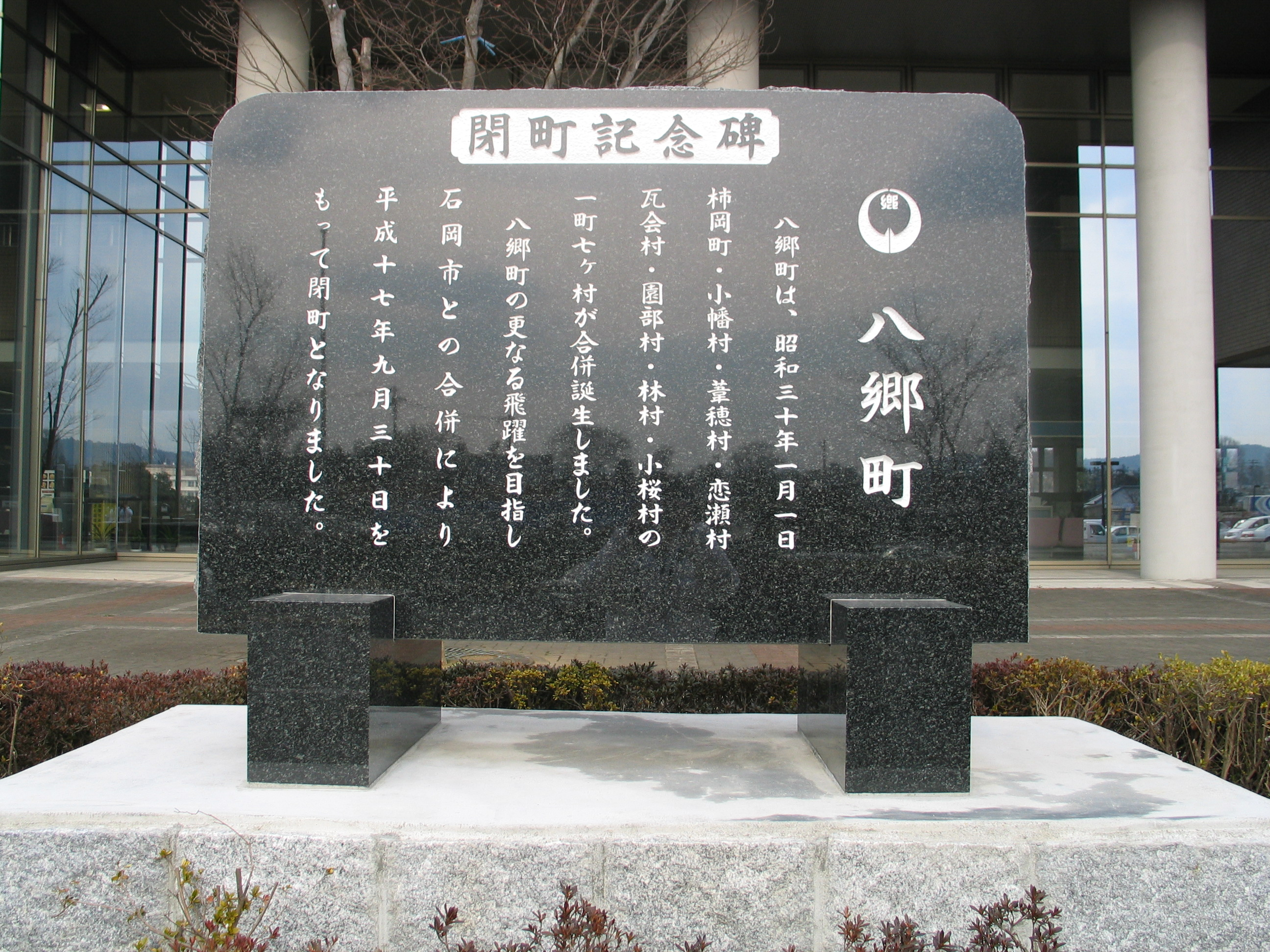
閉町記念碑

1884年には、茨城・栃木・福島の急進派自由党員が蜂起し加波山に立て篭もる加波山事件が発生した。
大正時代には、高浜駅と柿岡とを結ぶ加波山鉄道が計画され実際に工事も開始されたが、軟弱地盤による工事難航や用地買収の遅延、資金繰りの悪化などにより1928年に破産、計画中止となった。工事が途中まで進んでいた軌道用地は現在多くが道路に転用され（通称「汽車道」）、その名残を留めている。工事に使用されていたトロッコ等の残骸の一部は1970年代頃まで恋瀬川や川又川の堤防沿いに放置されていたが、現在は撤去されている。

### 年表
- 1955年（昭和30年）1月1日 - 柿岡町・葦穂村・小幡村・瓦会村・恋瀬村・小桜村・園部村・林村が合併し発足。
  - 「八郷」は、1町7村を合わせた「八つの郷」の意味から。
- 1982年（昭和57年）4月1日 - 国道355号（石岡市 - 笠間市）が制定。
- 2005年（平成17年）10月1日 - 石岡市と合併し、改めて石岡市が発足。同日八郷町廃止。

## 行政
- 町長：菊池武雄（2004年初当選。石岡市新設で市長職務執行者、その後石岡市助役→副市長）
- 消防
  - 新治地方広域事務組合消防本部・八郷消防署・八郷消防署山崎出張所
- 警察
  - 茨城県警察石岡警察署柿岡地区交番・他4駐在所
- ごみ処理：新治地方広域事務組合
- 上水道：町営水道
- 下水道：町営下水道

## 政治

### 衆議院
- 小選挙区：茨城県第6区
- 茨城県第6区選出議員：丹羽雄哉（自由民主党）

### 茨城県議会
- 選挙区：新治郡選挙区
- 新治郡選挙区選出議員
  - 坪井透（無所属）
  - 櫻井富夫（自由民主党）

## 経済

### 産業
- 主な産業
  - 農業
    - タバコ：茨城県はタバコ栽培の生産量で例年トップテンに入っており、八郷町は県内のタバコ主産地の一つ。

  - 観光

- 産業人口（出典：『平成14年（2002年）八郷町勢要覧』）
  - 第1次産業：3235人（農業：3220人・林業15人）
  - 第2次産業：5429人（鉱業：14人・建設業：1716人・製造業：3699人）
  - 第3次産業：6625人（卸売・小売業：2137人・金融・保険業：243人・不動産業：44人・運送・通信業：816人・電気・ガス・水道供給業：45人・サービス業：2903人・公務：437人）
  - その他：35人

### 商業
- 町内に出店した主なチェーンストア
  - カスミ（イオングループ）
  - 寺島薬局（イオングループ）
  - カドヤ（ヨークベニマル - セブン&アイ・ホールディングス） ※2010年6月に店舗形態をヨークベニマルに変更
  - セブン-イレブン（セブン&アイ・ホールディングス）
  - マツモトキヨシ
  - コメリ
  - カインズホーム
  - しまむら
  - 日本マクドナルド
  - 大創産業
  - ファミリーマート
  - セイコーマート
  - ヤマザキショップ
  - ツルハドラッグ
  - ウエルシア

- 町内の主な金融機関
  - 常陽銀行
  - 水戸信用金庫
  - 郵便局
  - 八郷町農業協同組合
  - セブン銀行ATM
  - イーネットATM

## 地域

### 教育
- 茨城県立八郷高等学校

2007年に石岡第一高等学校に統合され、2009年に閉校。跡地と施設は 2014年4月1日開校の私立青丘学院つくば中学校・高等学校に継承。
- 八郷町立
  - 柿岡中学校
  - 南中学校（石岡市に統合後の名称は石岡市立八郷南中学校）
    - 1960年代に旧小幡村の小幡中学校と旧小桜村の小桜中学校を統合して設立された同校の校舎は、各普通教室が六角形、各教科教室も複雑な多角形をしている奇抜なデザインのものだった。しかし老朽化により1999年に新校舎に移転、旧校舎は取り壊された。

  - 石岡市立有明中学校
  - 石岡市立園部中学校

### 小学校
- - 八郷町立葦穂小学校
  - 八郷町立柿岡小学校
  - 八郷町立瓦会小学校
  - 八郷町立恋瀬小学校
  - 八郷町立小幡小学校
  - 八郷町立吉生小学校
  - 八郷町立園部小学校
  - 八郷町立東成井小学校
  - 八郷町立林小学校
  - 八郷町立小桜小学校

### 道路
一般国道
- 国道355号

主要地方道
- 茨城県道7号石岡筑西線
- 茨城県道42号笠間つくば線
- 茨城県道64号土浦笠間線

一般県道
- 茨城県道138号石岡つくば線
- 茨城県道140号西小塙石岡線
- 茨城県道150号月岡真壁線
- 茨城県道236号筑波公園永井線
- 茨城県道278号竹ノ内羽鳥停車場線

### 数多くの峠
東方を除いて筑波山地に囲まれているため、西・南・北、各隣接自治体との間に峠が多い。
- 一本杉峠
- 上曽峠
- 湯袋峠
- 風返峠
- 不動峠
- 朝日峠（小野越峠）
- 青木葉峠

### その他
- フルーツライン - 町西部を南北に走る大型農道。町内の観光スポットや観光果樹園などに容易にアクセスできることからこの名前がついた。沿線に茨城県フラワーパークがある。途中、茨城県道150号月岡真壁線、茨城県道138号石岡つくば線と重複。

### バス
- 関東鉄道（旧関鉄グリーンバス）

## 名所・旧跡・観光スポット・祭事・催事
- 名所・旧跡・史跡
  - 西光院（本堂、立木観音菩薩像：茨城県指定文化財。梵鐘:町指定文化財）
  - 板敷山大覚寺（庭園:町指定文化財）
  - 善光寺楼門（国の重要文化財）
  - 丸山古墳（古墳・出土遺物:茨城県指定文化財）

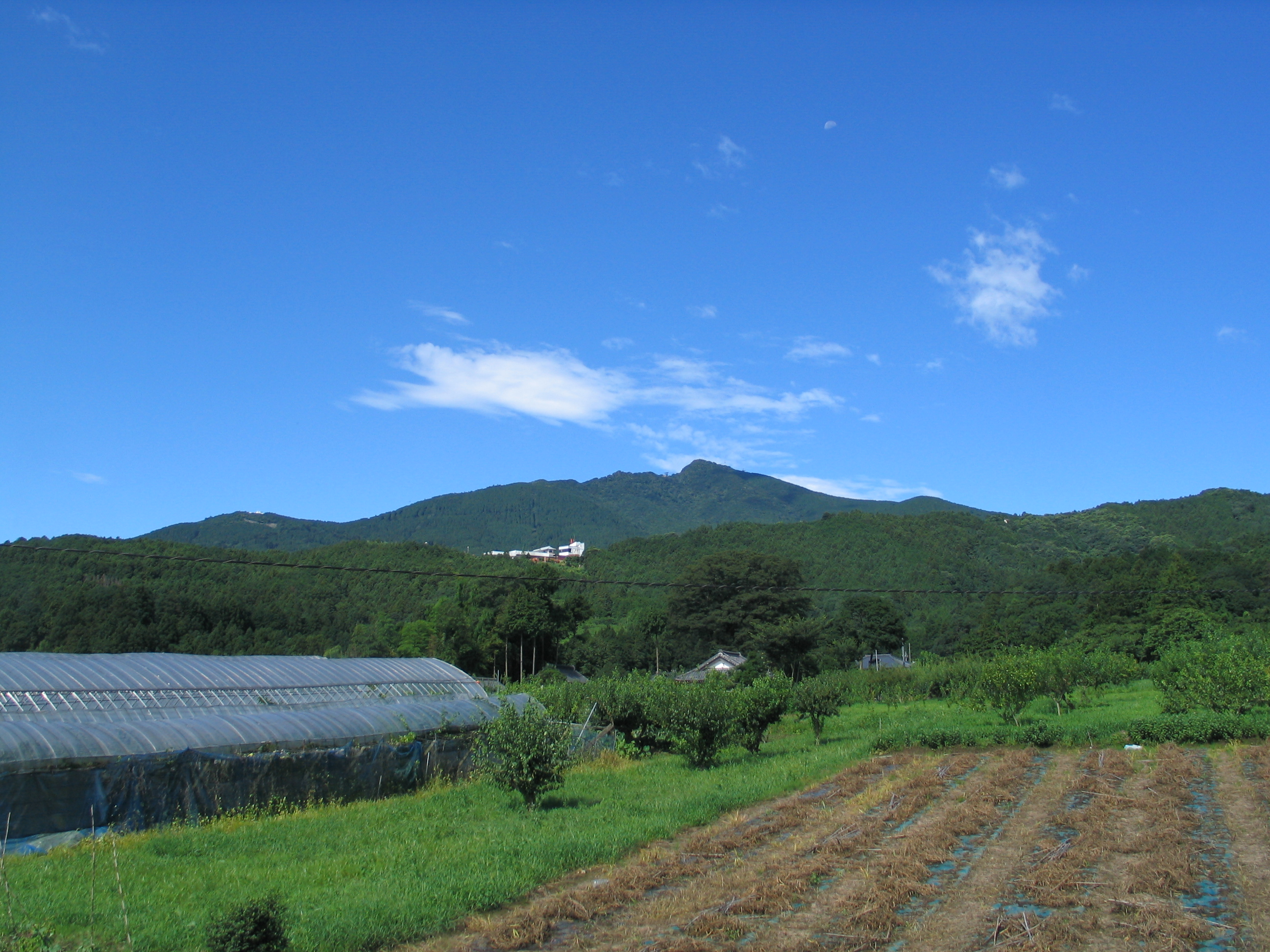
町西部の筑波山

  - 佐久良東雄旧宅（国の史跡）
  - 柿岡城址（町指定文化財）→柿岡藩の居城
  - 片野城址（町指定文化財）→片野藩の居城
  - 瓦塚瓦窯（茨城県指定文化財）
  - 左自塚古墳（町指定文化財）
  - 山県大弐の墓（茨城県指定文化財）
  - 羽生家住宅
- 天然記念物
  - 佐久の大杉（茨城県指定文化財）
  - 球状花崗岩（茨城県指定文化財）
- 観光スポット
  - やさと温泉　ゆりの郷
- 祭事
  - 八坂神社祇園祭（7月）
  - 片野八幡神社祇園祭（7月）
  - 真家みたまおどり（8月）
  - 柿岡八幡神社「太々神楽」（9月）

- 催事
  - 成人式（1月）
  - 町民マラソン大会（1月）
  - 八郷ふれあい祭り（10月）
  - こどもフェスティバル（10月）
  - 柿岡城まつり（11月）
  - 八郷駅伝競走大会（11月）
  - 公民館まつり（12月）

## 出身有名人
- 高田梢枝 - 歌手
- 木村允 - キックボクサー
- 須藤玲子 - テキスタイルデザイナー

## その他
日本有数のスカイスポーツエリアであるため、2003年（平成15年）3月には『パラグライディングワールドカップ（Paragliding World Cup IBARAKI 2003 筑波）』が初めて八郷町で開催され、その後も開催されている。